# Gang Beasts
Gang Beasts è un videogioco picchiaduro a scorrimento del 2017, sviluppato da Boneloaf e pubblicato da Double Fine Presents per Microsoft Windows, macOS, Linux e Playstation 4. Il gioco è stato pubblicato in versione digitale su Steam e sul PlayStation Network il 12 dicembre 2017, dopo un periodo di accesso anticipato su Steam dall'agosto 2014.

## Modalità di gioco
Gang Beast è un videogioco picchiaduro multigiocatore con protagonisti dei personaggi gelatinosi di vario colore che combattono tra di loro in ambienti pericolosi della metropoli fittizia di Beef City. Lo stile di gioco principale prevede l'utilizzo di varie abilità fisiche come sferrare pugni o calci a un avversario fino a quando non viene "buttato fuori" dallo spazio di gioco.